# Zinho Vanheusden
Zinho Vanheusden (ur. 29 lipca 1999 w Hasselt) – belgijski piłkarz, występujący na pozycji obrońcy w  holenderskim klubie AZ Alkmaar, do którego jest wypożyczony z Interu Mediolan oraz w reprezentacji Belgii.

## Kariera klubowa
Swoją karierę piłkarską Vanheusden rozpoczął w 2008 roku w Standardzie Liège. W 2015 roku został członkiem młodzieżowej drużyny Interu Mediolan, a w 2018 roku awansował do pierwszego zespołu Interu. Następnie w tym samym roku został wypożyczony do Standardu. 14 kwietnia 2018 zadebiutował w nim w pierwszej lidze belgijskiej w wygranym 1:0 domowym meczu z KAA Gent. Z kolei 22 grudnia 2018 w wygranym 3:1 domowym meczu z KV Oostende strzelił swoją premierową bramkę w lidze. W 2019 roku został wykupiony przez Standard.

## Kariera reprezentacyjna
Vanheusden występował w młodzieżowych reprezentacjach Belgii: U-16, U-17, U-18 U-19 i U-21. 8 października 2020 zadebiutował w reprezentacji Belgii w zremisowanym 1:1 towarzyskim meczu z Wybrzeżem Kości Słoniowej, rozegranym w Brukseli. W 77. minucie tego meczu został zmieniony przez Sebastiaana Bornauwa.

## Statystyki kariery klubowej
| Sezon   | Klub           | Kraj   | Rozgrywki       | Mecze | Gole |
| ------- | -------------- | ------ | --------------- | ----- | ---- |
| 2017/18 | Inter Mediolan | Włochy | Serie A         | 0     | 0    |
| 2017/18 | Standard Liège | Belgia | Eerste klasse A | 0     | 0    |
| 2018/19 | Standard Liège | Belgia | Eerste klasse A | 21    | 1    |
| 2019/20 | Standard Liège | Belgia | Eerste klasse A | 20    | 1    |
| 2020/21 | Standard Liège | Belgia | Eerste klasse A | 8     | 0    |
| 2021/22 | Genoa          | Włochy | Serie A         | 14    | 0    |